# 花ちゃんの民謡は日本一
『花ちゃんの民謡は日本一』（はなちゃんのみんようはにっぽんいち）は、秋田放送（ABSラジオ）で放送されているラジオ番組である。1999年4月放送開始。

## 概要
前番組の「出前民謡」をリニューアルする形で放送開始。　録音放送を基本に3ヶ月に1回程度、番組で使用する民謡楽曲の唄録りが行われ、その日の番組収録には演奏参加者達も加わるため賑やかになる。公開録音も頻繁に行うほうであるが、そのときはあべ十全などが会場の司会を行うことが多い。聴取者からの応援メッセージやリクエストを紹介する。リクエストはすべて民謡曲である。　菅原生前時は「ラジオ劇場」をコーナー化し人気を得ていた。

### 放送時間
本放送
- 日曜日 11:00 - 11:50（本放送、2004年4月から）

特別編成（ABSまつり開催時の公開生放送など）で放送時間が移動する場合がある。
再放送
- 本放送当日の日曜日 18:05 - 18:55（再放送）

2017年4月2日より開始。
かつての放送時間
- 日曜日 12:00 - 12:30 （放送開始時 - 2001年9月）→ 日曜日 11:20 - 11:50 （2001年10月 - 2004年3月）

## パーソナリティ
- 小野花子（民謡歌手）番組開始 -
- 藤原美幸（民謡歌手）2021年6月 -

### 以前の出演者
- 菅原五郎（尺八奏者）番組開始 - 2021年5月11日

## スタッフ
- ディレクター：越前屋洋子（秋田放送ラジオ局ラジオ放送部）

## コーナー
- 花子と五郎の民謡ショート劇場（物語風）

秋田弁で行う。
- 民謡みようみまね

民謡学習者を紹介する。
- もったいないコーナー

歌い継ぐ人が少なくなったレアな民謡を紹介する。
- プレゼントコーナー